# Jižní Georgie
Jižní Georgie (anglicky South Georgia, španělsky Georgia del Sur) je hlavní a největší ostrov britského zámořského území Jižní Georgie a Jižní Sandwichovy ostrovy v Jižním Atlantském oceánu. Na ostrově nežijí žádní stálí obyvatelé, pouze vládní úředníci s rodinami v hlavním městě King Edward Point a pracovníci muzea poblíž Grytvikenu. Ostrov si nárokuje Argentina a spor vyvrcholil v argentinsko-britské válce v dubnu 1982, kdy byl okupován Argentinou.

## Historie

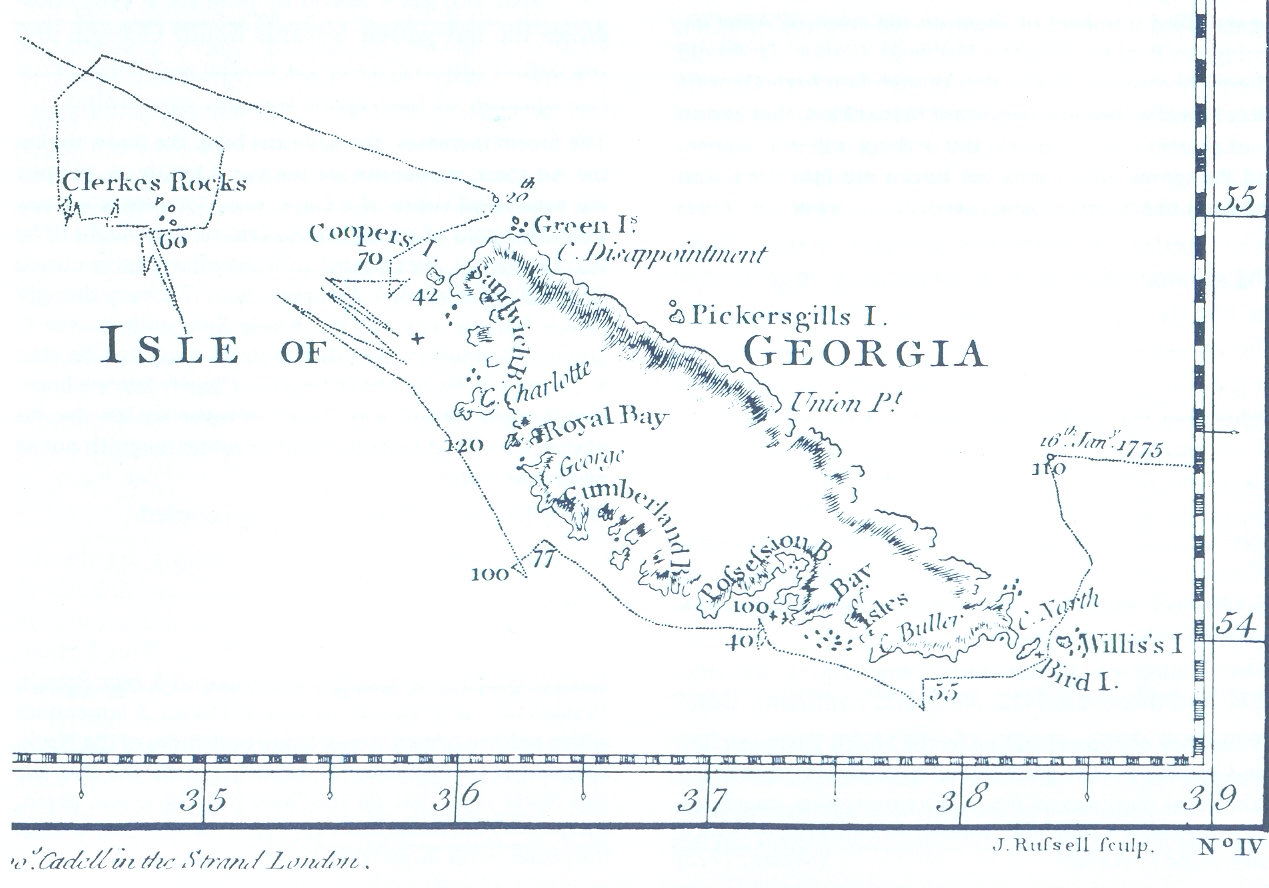
Mapa zakreslená Jamesem Cookem (1777)

Ostrov Jižní Georgie údajně poprvé spatřil v roce 1675 Anthony de la Roche, londýnský obchodník, a podle něj byl na prvních mapách pojmenován Rochův ostrov. V roce 1756 jej zahlédla španělská obchodní loď León. Na ostrově se poprvé vylodil James Cook v roce 1775, který jej také zmapoval, pojmenoval ostrov Georgia na počest krále Jiřího III. (George III) a prohlásil je britským územím. Britská vláda byla formálně zřízena v roce 1843.
V roce 1882 zakotvila v zátoce Royal bay německá expedice, sledující zatmění Venuše.
Během 19. století sloužil ostrov jako základna lovců tuleňů a v první polovině 20. století jako základna velrybářských lodí. První pozemní velrybářská stanice (a tím i první trvalé osídlení ostrova) byla zřízena Norem Carlem Antonem Larsenem v roce 1904. Stanice sloužila Argentinské rybářské společnosti až do roku 1965. Povolení ke zřízení velrybářských stanic uděloval (britský) guvernér Falklandských ostrovů. Na ostrově existovalo 7 stanic (v pořadí od západu na východ):
- Prince Olav Harbour (od roku 1911 lodní základna, pozemní stanice 1916–1934)
- Leith Harbour (1909–1965)
- Stromness (od roku 1907 lodní základna, pozemní stanice 1912–1931, doky v provozu do 1960/1961)
- Husvik (od roku 1907 lodní základna, pozemní stanice 1910–1960, 1930–1945 nebyla v provozu)
- Grytviken (1904–1965)
- Godthul (1908–1929, pouze základní pozemní stanice, většina operací probíhala na lodi)
- Ocean Harbour (1909–1920)

Od roku 1905 byla na ostrově v provozu argentinská meteorologická stanice v Grytvikenu. V roce 1909 bylo zřízeno správní středisko na King Edward Point, blízko velrybářské stanice Grytviken. Permanentně přítomná britská správa dohlížela na dodržení britského práva a regulaci ekonomických a vědeckých aktivit na tomto teritoriu.
Během druhé světové války umístilo britské královské námořnictvo ozbrojenou obchodní loď, aby chránila Jižní Georgii a antarktické vody před německými nájezdy.
19. března 1982 obsadila skupina Argentinců, vydávajících se za obchodníky, rybářskou stanici Leith Harbour, čímž začala falklandská válka. 3. dubna argentinské jednotky obsadily Grytviken. Ostrov byl znovu dobyt britskými jednotkami 25. dubna. Od roku 1985 jsou Jižní Georgie a Jižní Sandwichovy ostrovy spravovány jako samostatné závislé teritorium.

## Geografie

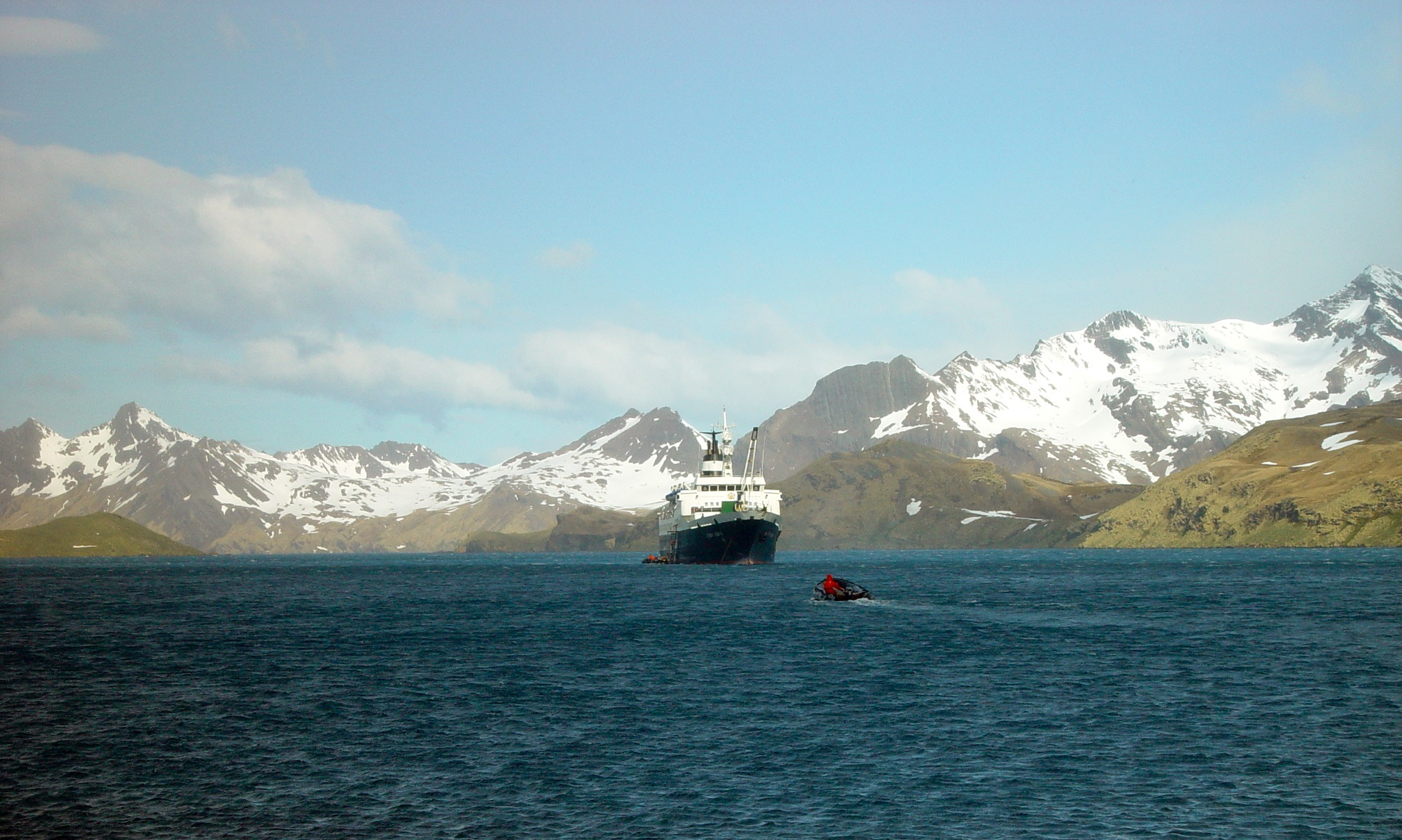
Záliv Stromness Bay, Jižní Georgie

Ostrov, nazývaný také ostrov Pepys[zdroj?], má plochu 3528 km². Leží asi 1390 km jihovýchodovýchodně od Falklandských ostrovů. Je hornatý a většinou pustý. 11 vrcholů přesahuje výšku 2000 m a jejich svahy jsou zbrázděny hlubokými soutěskami s ledovci, z nichž je největší Fortuna[zdroj?]. Nejvyšším vrcholem je Mount Paget, vysoká 2934 m.
Geologicky je ostrov tvořen rulou a krystalickou břidlicí, beze stop zkamenělin. Ostrov, podobně jako Falklandské ostrovy, je pravděpodobně pozůstatkem větší, nyní zmizelé pevniny, která navazovala na Andský systém.

## Podnebí
Počasí na ostrovech je velmi proměnlivé a drsné. Převládá západní proudění vzduchu, s obdobími bezvětří. Obvyklé nejvyšší denní teploty na Jižní Georgii na úrovni hladiny moře jsou v zimě (srpen) kolem 0 °C a v létě (leden) 10 °C. Nejnižší teploty jsou v zimě obvykle kolem –5 °C a jen zřídka pod –10 °C. Průměrné roční srážky na Jižní Georgii jsou kolem 1 500 mm, z nichž většina padá ve formě sněhu nebo sněhu s deštěm – v kterékoli roční době. Sněžná čára je ve vnitrozemí v létě ve výšce asi 300 m.
Na ostrově převládají západní větry občas přerušované obdobím bezvětří. Proto je na východní straně Jižní Georgie (závětrná strana) mnohem příjemnější klima než na exponované západní. Počasí obvykle znemožňuje přístup na ostrovy lodí, ačkoliv na severním pobřeží Jižní Georgie je několik zátok vhodných ke kotvení. Vítr, který vane nahoru po západní straně hor a pak dolů po jejich východní straně se stává teplejší a sušší; tím se dají vysvětlit vyšší letní teploty na východní straně ostrova, které občas v létě přesáhnou 20 °C.
Nejvyšší zaznamenaná teplota byla 23 °C v Grytvikenu.
Moře obklopující Jižní Georgii jsou po celý rok chladná kvůli blízkosti Antarktického proudu. V zimě okolní moře nezamrzá, ačkoli v uzavřených zátokách se může vytvářet tenká vrstva ledu. Ledovce jsou časté. Teplota moře na konci srpna klesá k 0 °C a stoupá ke 4 °C na začátku dubna.

## Politika
Výkonná moc je svěřena panovníkovi Spojeného království a je vykonávána komisařem pro Jižní Georgii a Jižní Sandwichovy ostrovy.

## Ekonomika
Příjmy těchto ostrovů pochází ze tří zdrojů:

### Prodej poštovních známek
V roce 1944 vyšly pro Jižní Georgii přetisky poštovních známek Falkland s textem "South Georgia Dependency of". Poté nastoupily známky Falklandských dependencí. V letech 1963 až 1980 vycházely definitivní známky s textem "South Georgia", které zobrazovaly místní prostředí, případně se jednalo o společné emise britské oblasti. Celkové množství vydaných známek do roku 1979 činí 76 a jeden aršík, přičemž od roku 1980 je opět nahradily poštovní známky Falklandských dependencí a od roku 1986 známky Jižní Georgie a Jižních Sandwichových ostrovů.

### Turistické vstupní poplatky
Návštěvníci přijíždějí nejvíce na velkých turistických lodích. V roce 2004 jejich počet dosáhl 3765 návštěvníků, kteří dorazili na 40 plavidlech. Nejvíce jich přijelo z USA (32%), ze Spojeného království (25%) a Německa (15%). 18 návštěvníků přijelo na soukromých jachtách. Popularitu získávají výlety na hnízdiště albatrosů, zejména na Prion Island.

### Prodej rybářských licencí
V roce 1993 rozšířilo Spojené království své teritoriální vody okolo ostrovů z 12 na 200 mil. Dodržování této námořní hranice je hlídáno satelity. Jedna licence v roce 2004 stála 110 000 $. Každý rok je z moře uloveno 100–200 000 tun krillu. Možné je také lovit ledovku patagonskou.